# Herforder Elektromotoren-Werke
Die Herforder Elektromotoren-Werke GmbH & Co. KG ist ein deutsches Familienunternehmen aus der ostwestfälischen Stadt Herford in Nordrhein-Westfalen. Das Unternehmen stellt Sondermotoren und Kirchturmtechnik her. Weltweite Bedeutung hat das Unternehmen durch seine Glockenläutetechnik mit dem Markennamen „Voco“ (vom lateinischen „ich rufe“ oder „herbeirufen“) erlangt.

## Geschichte
Das Unternehmen wurde am 1. Oktober 1892 von Friedrich Bokelmann senior als F. Bokelmann, Ingenieur, Herford in der Elisabethstraße gegründet. 1893 stieg Eduard Kuhlo in das Unternehmen ein und es wurde in H.E.W. Bokelmann & Kuhlo umbenannt.
Antriebe für verschiedene Anwendungen wurden hergestellt, z. B. für Dreschkästen.
1896 wurde die erste elektromechanische Läutemaschine mit dem Namen Modell M entwickelt. 1897 wurde die Elektrizitätsversorgung aufgenommen. 1903 folgte eine elektromotorische Läutemaschine. Bereits 1908 waren 4000 Läutemaschinen verkauft. Es wurden auch Jauchepumpen, Dreschkästen und Orgelblasebälge hergestellt. 1910 wurde mit dem Bau von Elektrolokomotiven begonnen und das Geläut des Kölner Doms elektrifiziert. 1931 erhielt HEW den Auftrag für das elektrische Geläut des Petersdoms. Hierfür erhielt der Firmenchef Friedrich Bokelmann junior ein persönliches Dankschreiben von Papst Pius XI. 1936 wurde die Voco-Omega vorgestellt. 1941 starben Friedrich Bokelmann senior und sein Sohn Friedrich Bokelmann junior im gleichen Jahr. Dessen Ehefrau Marion Georgine erbte das Unternehmen und stellte einen Geschäftsführer ein. Dieser wurde von Helmut Arzdorf, dem zweiten Ehemann von Marion Georgine abgelöst. Anfang der 60er Jahre wurde der jetzige Standort an der Herforder Goebenstraße bezogen. Nach dem Tod von Helmut Arzdorf wurden bis zum Eintritt von Raimund Bruno Arzdorf wieder  familienfremde Geschäftsführer angestellt und Marion Arzdorf-Scheidt stieg einige Jahre später in das Unternehmen ein. 1979 wurde das Unternehmen in Herforder Elektricitätswerke Bokelmann & Kuhlo umbenannt. 1997 folgte der bisher letzte Namenswechsel zu Herforder Elektromotoren-Werke.
1995 wurde eine eigenständige Tochtergesellschaft in Ivanec, Kroatien, eröffnet. Diese hunderprozentige Tochter ist auf die Herstellung von Statorwicklungen spezialisiert. HEW Ivanec d.o.o. zählt ca. 150 Mitarbeitende.
2014 übernahm Maximiliane Scheidt das Unternehmen in vierter Generation. Marion Arzdorf-Scheidt ist ebenfalls noch Geschäftsführerin. 

## Produkte
Elektromotoren:
- Sondermotoren
- ATEX Motoren (druckfestgekapselt)
- Komponenten / Einbaumtoren

Der größte Teil der Produkte sind Elektromotoren. Dabei handelt es sich um Elektromotoren für Getriebe, Pumpen, Bühnentechnik, Hebezeuge, Krane, Windkraftanlagen, Textilmaschinen, Rührwerke, Mischer, große Kabeltrommeln z. B. für Häfen, sowie für die Fördertechnik und Medizintechnik. Die Motoren sind keine Großserienprodukte, sondern individuelle Anfertigungen oder mittlere bis kleine Serien, Sondermotoren und Sonderlösungen für Drehstrommotoren und Einphasenmotoren.
Kirchturmtechnik:
- Glockenläuteanlagen
- Schalt-/ und Turmuhren
- Glockenstühle und Armaturen
- Schallfenster
- Glocken
- Klöppel
- Zifferblätter, Zeiger und die dazugehörigen Antriebe

2017 wurden 15 Prozent des Umsatzes mit der Herstellung von Kirchturmtechnik, unter dem Namen „Voco“ erzielt. Beispiele:  Petersdom, im Kölner Dom, in St. Nicolai (Hamburg), in St Paul’s Cathedral in London und in der Kathedrale von Canterbury, aber auch in vielen kleinen und großen Kirchen in Deutschland sowie anderen Ländern. Zahlreiche Leistungen in Kirchen stehen im Zusammenhang mit den Läutewerken, wie Produktion von Schalt- und Turmuhren, Neuanfertigung und Aufarbeitung von Zifferblättern und Zeigern, Neuguss und Restaurierung von Glocken und Klöppeln sowie Erneuerung, Erweiterung und Restaurierung von Glockenstühlen und Schallfenstern.